# Town & Country
Town & Country, dříve Home Journal a The National Press je americký měsíční časopis o životním stylu.

## Historie
Byl založen básníkem a esejistou Nathanielem Parkerem Willisem a editorem magazínu New York Mirror panem Georgem Morrisem jako The National Press v roce 1846. O osm měsíců později byl přejmenován na Home journal. Po roce 1901 se začal jmenovat "Town & Country" a tento název má zachován dodnes.
Po většinu 19. století, tento týdeník zveřejňoval poezii, eseje a fikce. Po roce 1901 se časopis začal věnovat kronice společenských akcí a volnočasových aktivit v Severní Americe, především aristokratické vrstvy společnosti.
Dnes časopis vlastní nakladatelství Hearst Corporation. Články a fotografie se zaměřují především na módu, umění, kulturu, interiérový design, cestování, svatby, večírky nebo slavnostní události. V časopise se objevovaly fotografie světových autorů jako byli například André Kertész, Edgar de Evia nebo Bud Lee.